# 教大駅 (釜山広域市)
教大駅（キョデえき）は、大韓民国釜山広域市蓮堤区巨堤洞にある、釜山交通公社と韓国鉄道公社（KORAIL）の駅である。

## 概要
釜山交通公社の1号線と韓国鉄道公社の東海線広域電鉄が乗り入れ、接続駅となっている。駅番号は釜山交通公社が124、韓国鉄道公社がK113。
釜山交通公社では旅客案内上の漢字表記は釜山教育大学駅となっている（日本語車内放送では「キョデ」）。1号線の線路は当駅 - 東萊間で高架となり、多大浦海水浴場駅から続いた地下区間は当駅までとなる。

## 歴史
釜山交通公社
- 1985年7月19日 - 1号線開通に伴い教大前駅として開業。
- 2010年2月24日 - 教大駅に改称。

韓国鉄道公社
- 2016年12月30日 - 東海電鉄線の運行開始とともに開業[1]。

## 駅構造

### 釜山交通公社
相対式ホーム2面2線を有する地下駅で、フルスクリーン型のホームドアが設置されている。出入口はそれぞれ上りホーム、下りホームと直結しており、ホーム間を行き来する連絡地下通路が2つ設置されている。
1番出入口と改札外コンコースの間、2番出入口と改札外コンコースの間には、階段の他に車椅子昇降装置も設置されている。

#### のりば
| 上り | 1号線 | 多大浦海水浴場方面 |
| 下り | 1号線 | 老圃方面           |

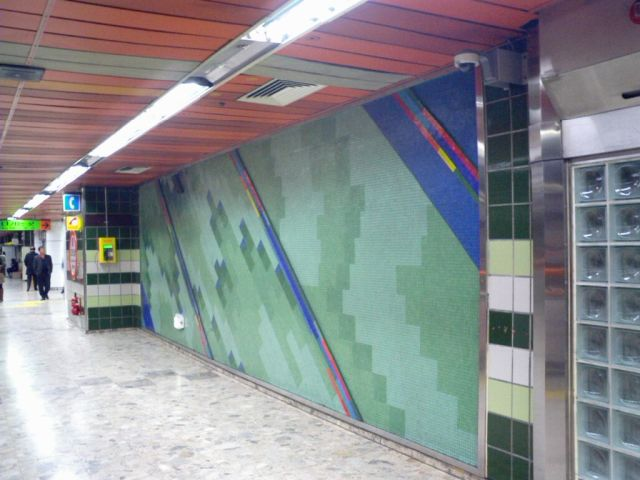
駅構内（2009年1月）
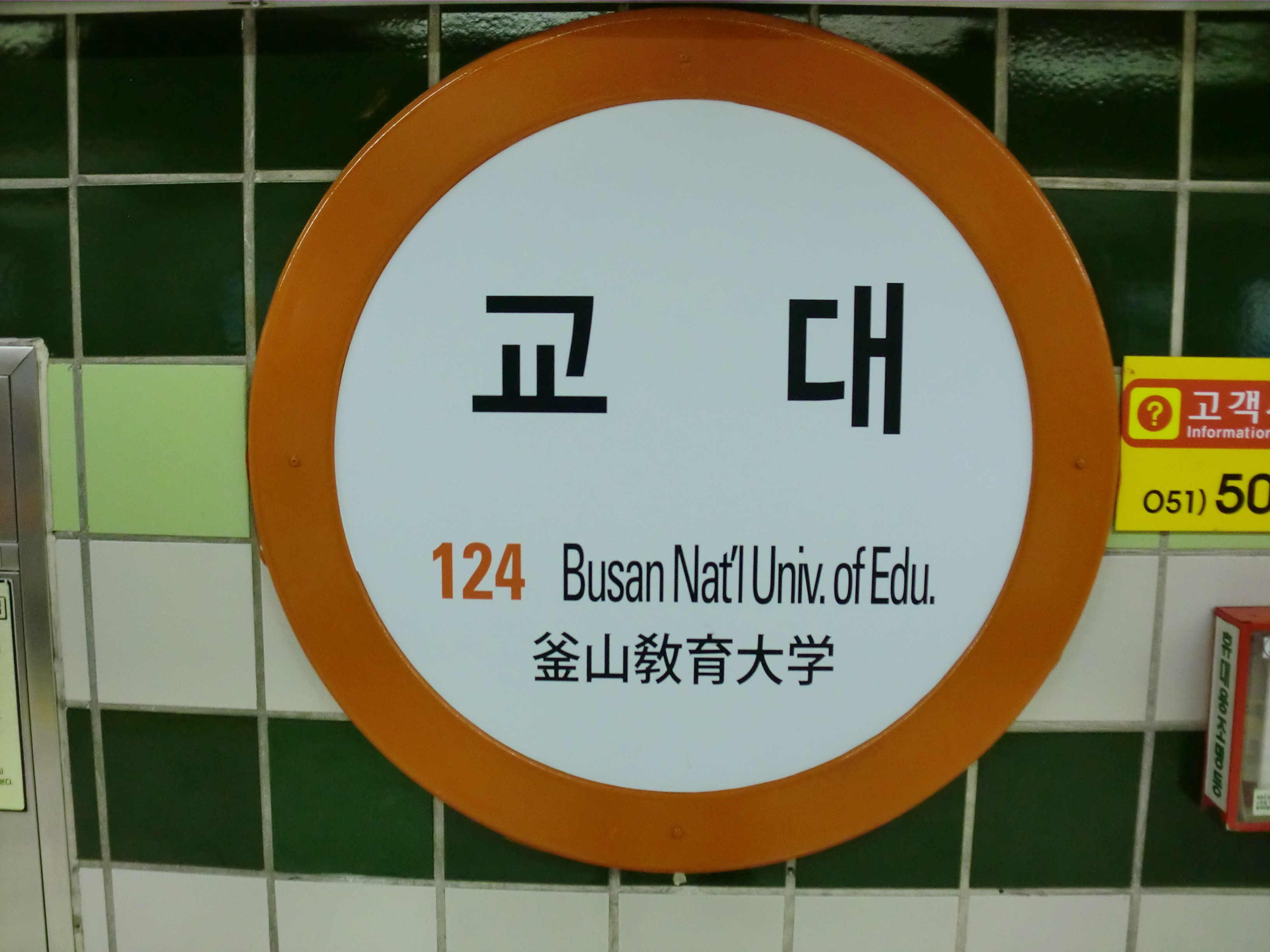
駅名標

## 韓国鉄道公社
相対式ホーム2面2線の高架駅。中央大路の両側に跨ってホームが設置されている。

### 駅階層
| 地上 2階                       |                                      |                                                                |
| 単式ホーム、左側のドアが開く   |                                      |                                                                |
| 1番線                          | →●東海電鉄線 太和江方面へ（東萊駅）→ |                                                                |
| 2番線                          | ←●東海電鉄線 釜田方面へ（巨堤駅）    |                                                                |
| 、単式ホーム、左側のドアが開く |                                      |                                                                |
| 地上 1階                       | コンコース                           | 出入口、コンコース、自動券売機、改札口、エスカレーター、トイレ |

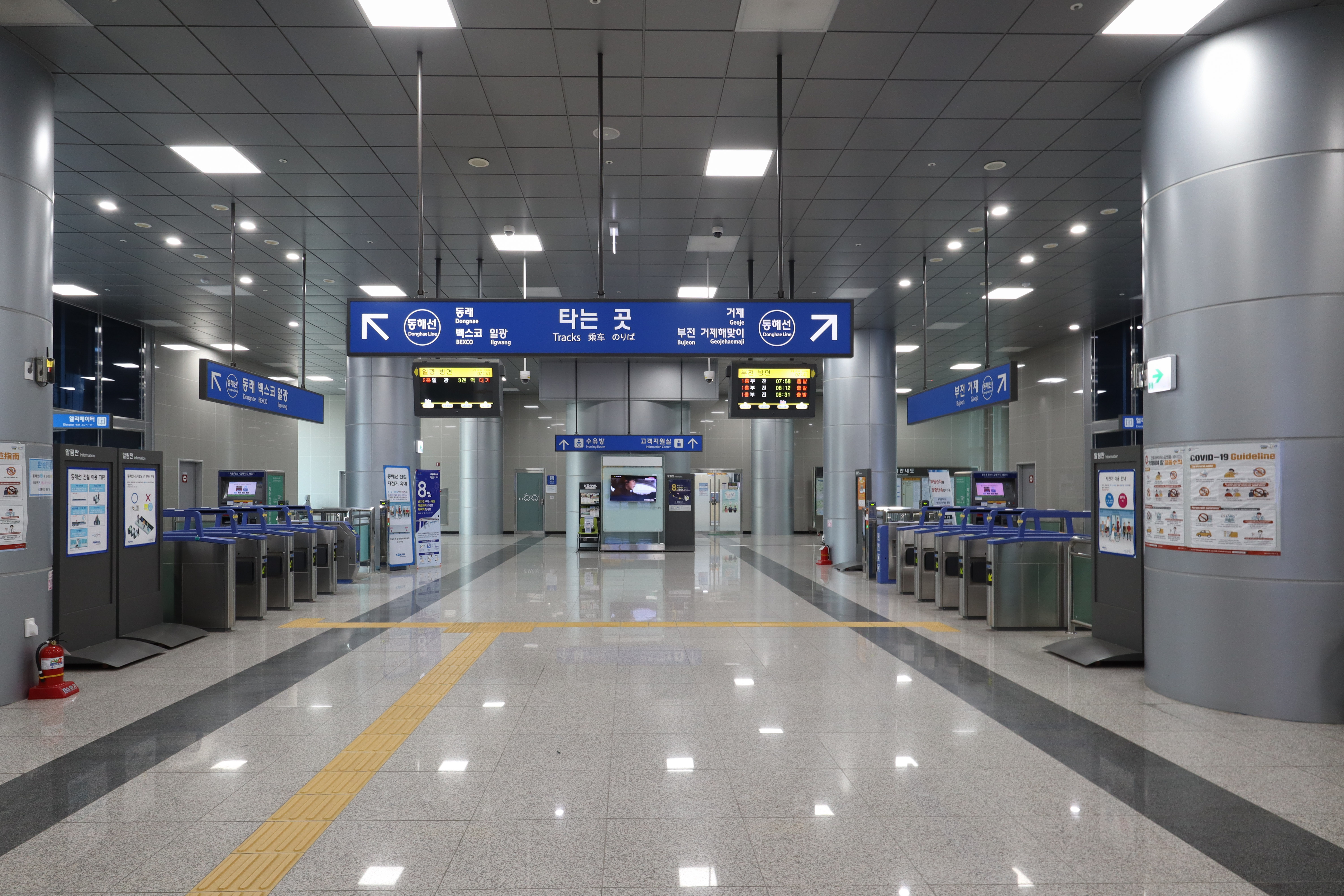
コンコース（2020年5月）
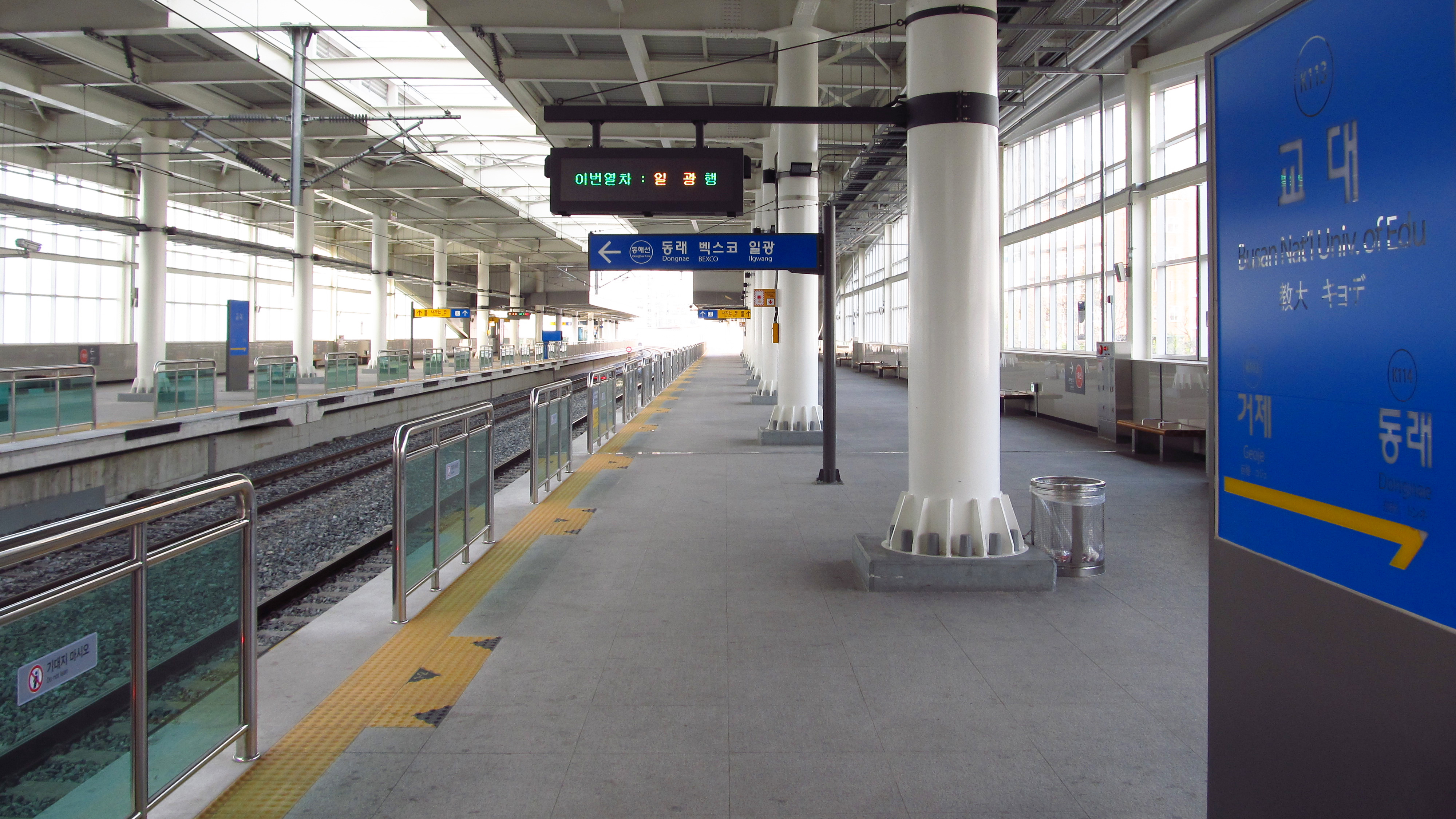
下りホーム（2018年3月）
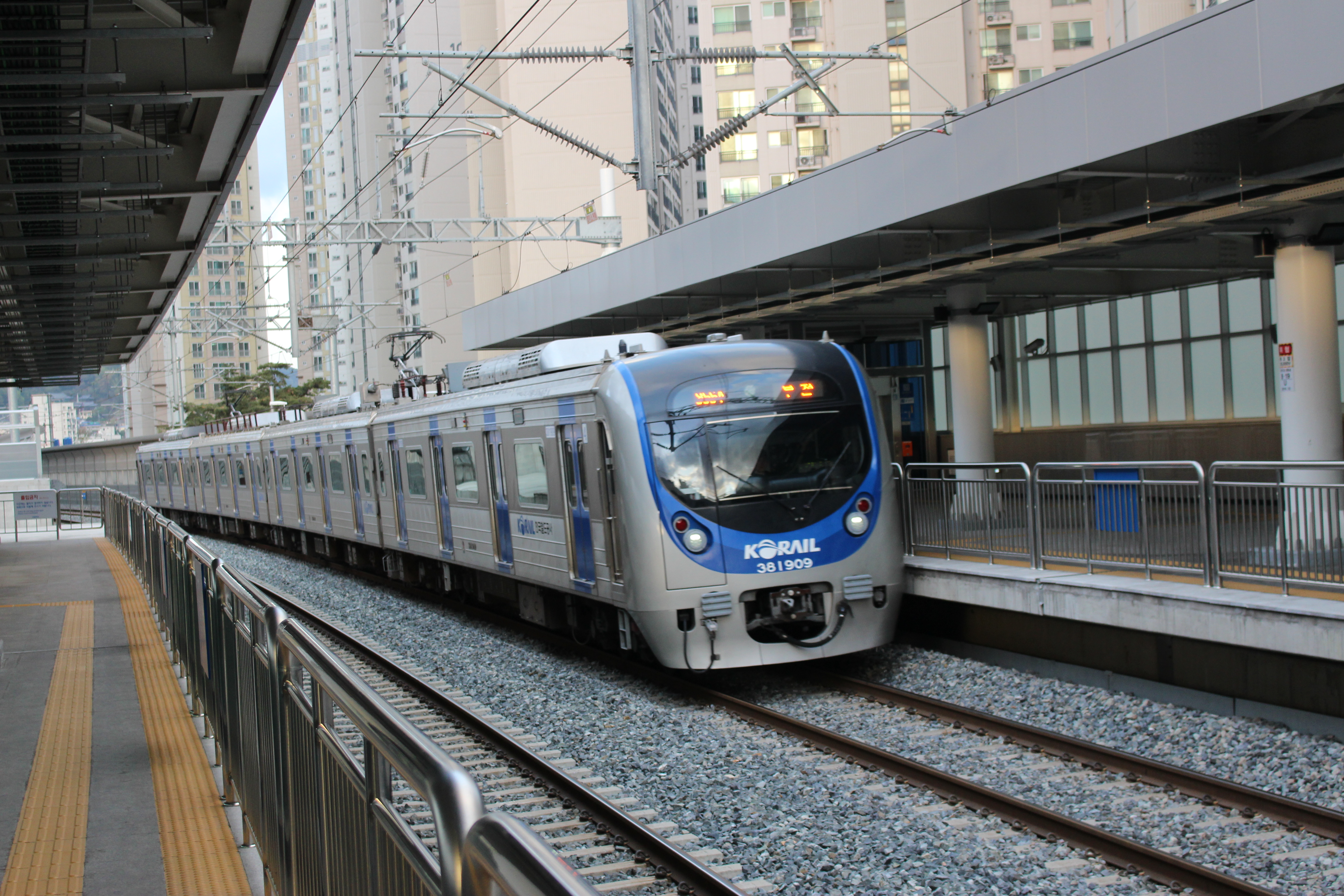
当駅に到着する381000系電車
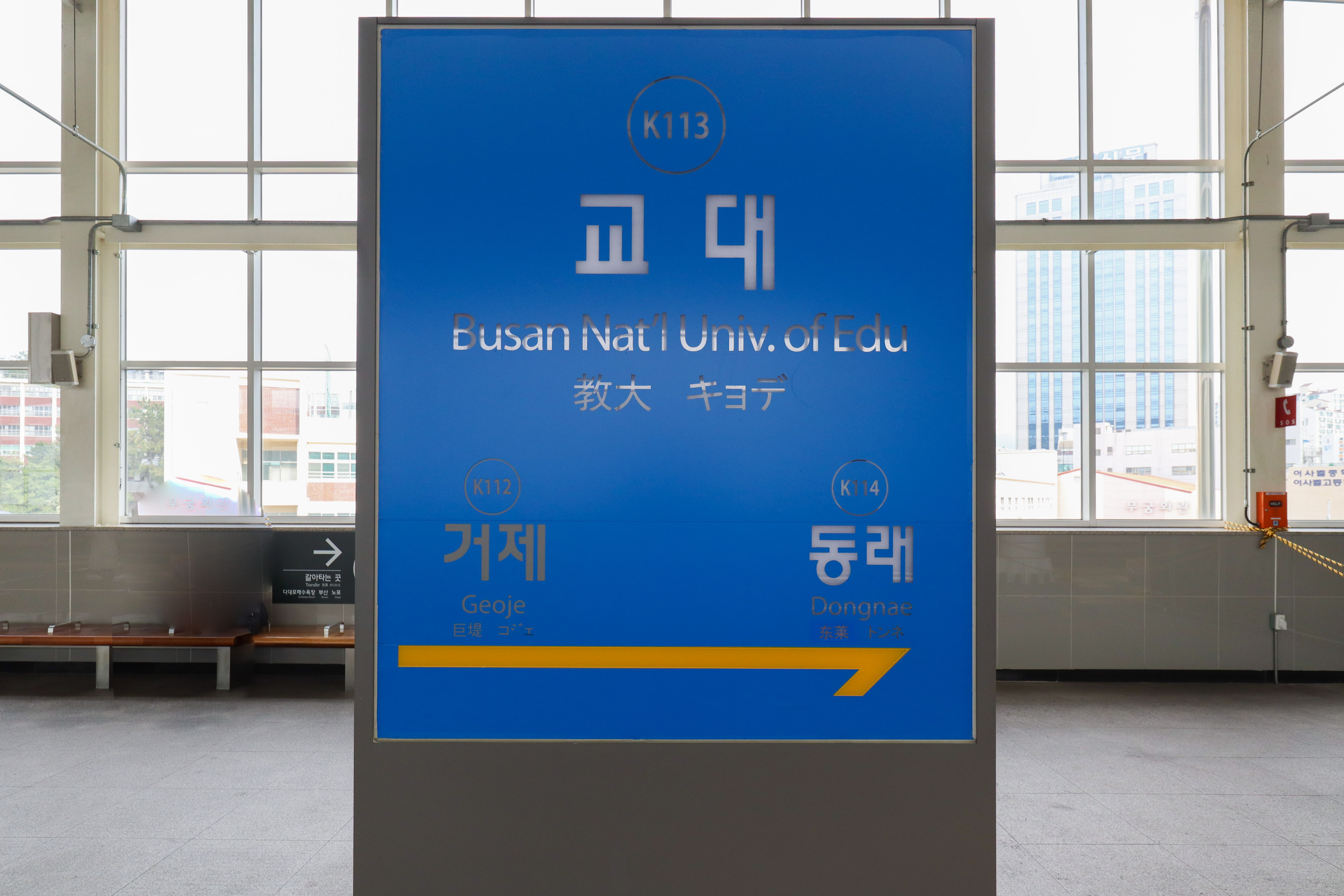
駅名標

## 利用状況
近年の一日平均乗車人員推移は下記の通り。
| 路線        | 路線 | 乗降人員 | 乗降人員 | 乗降人員 | 乗降人員 | 乗降人員 | 乗降人員 | 乗降人員 | 乗降人員 | 乗降人員 | 乗降人員 | 乗降人員 | 乗降人員 | 乗降人員 | 乗降人員 | 乗降人員 | 乗降人員 | 乗降人員 | 注釈  |
| 路線        | 路線 | 2002年   | 2003年   | 2004年   | 2005年   | 2006年   | 2007年   | 2008年   | 2009年   | 2010年   | 2011年   | 2012年   | 2013年   | 2014年   | 2015年   | 2016年   | 2017年   | 2018年   | 注釈  |
| ----------- | ---- | -------- | -------- | -------- | -------- | -------- | -------- | -------- | -------- | -------- | -------- | -------- | -------- | -------- | -------- | -------- | -------- | -------- | ----- |
| 1号線       | 乗車 | 18380    | 16148    | 14850    | 13850    | 12071    | 11735    | 12651    | 12430    | 12676    | 12441    | 11771    | 11927    | 11866    | 11552    | ?        | ?        | ?        | [ 3 ] |
| ●東海電鉄線 | 乗車 | 未開通   | 未開通   | 未開通   | 未開通   | 未開通   | 未開通   | 未開通   | 未開通   | 未開通   | 未開通   | 未開通   | 未開通   | 未開通   | 未開通   | 1,748    | 2,925    | 3,671    |       |
| ●東海電鉄線 | 下車 | 未開通   | 未開通   | 未開通   | 未開通   | 未開通   | 未開通   | 未開通   | 未開通   | 未開通   | 未開通   | 未開通   | 未開通   | 未開通   | 未開通   | 2,073    | 3,251    | 4,095    |       |

## 駅周辺
- 釜山教育大学校
- 釜山教育大学校付設初等学校（朝鮮語版）
- 国際新聞ビル
- 釜山東萊警察署
- イザベル高等学校（朝鮮語版）
- イザベル中学校（朝鮮語版）
- 地球村高等学校（朝鮮語版）
- 釜山萊城中学校（朝鮮語版）
- 東萊消防署
- 釜山銀行（朝鮮語版）教大駅営業所

## 隣の駅
釜山交通公社
 1号線
蓮山駅 (123) - 教大駅 (124) - 東萊駅 (125)
韓国鉄道公社
●東海電鉄線
巨堤駅 (K112) - 教大駅 (K113) - 東萊駅 (K114)